# Сладинац
Сладинац је насеље у Србији у општини Голубац у Браничевском округу. Према попису из 2022. било је 121 становника.

## Демографија
У насељу Сладинац живи 165 пунолетних становника, а просечна старост становништва износи 46,4 година (45,5 код мушкараца и 47,3 код жена). У насељу има 51 домаћинство, а просечан број чланова по домаћинству је 3,75.
Ово насеље је великим делом насељено Србима (према попису из 2002. године), а у последња три пописа, примећен је пад у броју становника.
|  |

| Демографија | Демографија | Демографија |
| Година      | Становника  | Становника  |
| ----------- | ----------- | ----------- |
| 1948.       | 335         |             |
| 1953.       | 325         |             |
| 1961.       | 326         |             |
| 1971.       | 286         |             |
| 1981.       | 280         |             |
| 1991.       | 241         | 197         |
| 2002.       | 191         | 218         |
| 2011.       | 169         |             |

| Етнички састав према попису из 2002.‍ | Етнички састав према попису из 2002.‍ | Етнички састав према попису из 2002.‍ | Етнички састав према попису из 2002.‍ | Етнички састав према попису из 2002.‍ |
| ------------------------------------ | ------------------------------------ | ------------------------------------ | ------------------------------------ | ------------------------------------ |
|                                      |                                      |                                      |                                      |                                      |
| Срби                                 | Срби                                 |                                      | 184                                  | 96,33%                               |
| Власи                                | Власи                                |                                      | 2                                    | 1,04%                                |
| Црногорци                            | Црногорци                            |                                      | 1                                    | 0,52%                                |
| Румуни                               | Румуни                               |                                      | 1                                    | 0,52%                                |
| непознато                            | непознато                            |                                      | 1                                    | 0,52%                                |

| Година пописа     | 1948. | 1953. | 1961. | 1971. | 1981. | 1991. | 2002. |
| ----------------- | ----- | ----- | ----- | ----- | ----- | ----- | ----- |
| Број домаћинстава | 75    | 70    | 72    | 59    | 55    | 53    | 51    |

| Број чланова      | 1  | 2 | 3 | 4 | 5 | 6 | 7 | 8 | 9 | 10 и више | Просек |
| ----------------- | -- | - | - | - | - | - | - | - | - | --------- | ------ |
| Број домаћинстава | 10 | 6 | 9 | 8 | 5 | 8 | 3 | 2 | 0 | 0         | 3,75   |

| Пол    | Укупно | Неожењен/Неудата | Ожењен/Удата | Удовац/Удовица | Разведен/Разведена | Непознато |
| ------ | ------ | ---------------- | ------------ | -------------- | ------------------ | --------- |
| Мушки  | 80     | 16               | 52           | 7              | 5                  | 0         |
| Женски | 87     | 10               | 58           | 13             | 6                  | 0         |
| УКУПНО | 167    | 26               | 110          | 20             | 11                 | 0         |

| Пол    | Укупно                    | Пољопривреда, лов и шумарство | Рибарство                            | Вађење руде и камена | Прерађивачка индустрија       |
| ------ | ------------------------- | ----------------------------- | ------------------------------------ | -------------------- | ----------------------------- |
| Мушки  | 46                        | 26                            | 0                                    | 1                    | 9                             |
| Женски | 39                        | 28                            | 0                                    | 0                    | 7                             |
| УКУПНО | 85                        | 54                            | 0                                    | 1                    | 16                            |
| Пол    | Производња и снабдевање   | Грађевинарство                | Трговина                             | Хотели и ресторани   | Саобраћај, складиштење и везе |
| Мушки  | 0                         | 2                             | 4                                    | 0                    | 2                             |
| Женски | 1                         | 0                             | 1                                    | 0                    | 0                             |
| УКУПНО | 1                         | 2                             | 5                                    | 0                    | 2                             |
| Пол    | Финансијско посредовање   | Некретнине                    | Државна управа и одбрана             | Образовање           | Здравствени и социјални рад   |
| Мушки  | 0                         | 1                             | 0                                    | 1                    | 0                             |
| Женски | 0                         | 0                             | 0                                    | 1                    | 0                             |
| УКУПНО | 0                         | 1                             | 0                                    | 2                    | 0                             |
| Пол    | Остале услужне активности | Приватна домаћинства          | Екстериторијалне организације и тела | Непознато            | Непознато                     |
| Мушки  | 0                         | 0                             | 0                                    | 0                    | 0                             |
| Женски | 0                         | 0                             | 0                                    | 1                    | 1                             |
| УКУПНО | 0                         | 0                             | 0                                    | 1                    | 1                             |